# Schluifeld
Schluifeld (historisch Sluegevelt) ist ein Gemeindeteil von Wörthsee im oberbayrischen Landkreis Starnberg. Der Ort liegt östlich des Schluifelder Mooses und wird umgeben vom Platz des Golfclubs Wörthsee.

## Geschichte
Schluifeld wurde erstmals zwischen 1182 und 1206 urkundlich als Sluegevelt erwähnt. Zuerst gehörte es den Grafen von Greifenberg, dann ab 1380 der Münchner Patrizierfamilie Pütrich. Im 19. Jahrhundert wurde der anliegende Schluisee entwässert und es entstand das heutige nach dem Ort benannte Schluifelder Moos.
Seit dem Zweiten Gemeindeedikt gehörte Schluifeld zur neu entstandenen Gemeinde Etterschlag. Während des Ersten Weltkriegs gehörte das Gut einem Kölner Unternehmer und später ab 1956 Johann Prinz zu Löwenstein. Im Jahr 1961 kaufte die Familie Filser das Gut und verpachtete es 1981 an den Golfclub Wörthsee e.V.

## Golfplatz
Das Gut ist heute vollständig vom Golfplatz umgeben. Es gibt eine 18-Loch-Route und einen 6-Loch-Kurzplatz. Diese wurden 1983 vom Golfarchitekten Kurt Rossknecht entworfen und ab 1986 bespielbar. Ein Jahr zuvor wurde das Gutshaus zum Clubhaus umgebaut. In den Jahren 1989, 1990 und 1991 fanden die Lufthansa Ladies German Open auf dem Platz statt. Im Jahr 1993 wurden Silos und Scheunen aus den Gutszeiten abgerissen und in den nächsten Jahren die bestehenden Gebäude renoviert.
Im Jahr 2012 fanden die Berenberg Masters und 2014 erneut die Ladies German Open auf dem Platz statt. Im Jahr 2023 fand die Internationale Bayerische Meisterschaft der Golfer mit Behinderung statt.